# 188446 Louischevrolet
188446 Louischevrolet è un asteroide della fascia principale. Scoperto nel 2004, presenta un'orbita caratterizzata da un semiasse maggiore pari a 2,4007044 UA e da un'eccentricità di 0,1388450, inclinata di 7,30086° rispetto all'eclittica.